# 微齿粗石藓
微齿粗石藓（学名：Rhabdoweisia crispata）为曲尾藓科粗石藓属下的一个种。